# Theodor Breher
Theodor Breher, al secolo Hermann (Ottobeuren, 21 agosto 1889 – Windach, 2 novembre 1950), è stato un vescovo cattolico e missionario tedesco.

## Biografia
Hermann Breher nacque il 21 agosto 1889 a Ottobeuren, figlio di un imprenditore edile.

### Formazione e ministero sacerdotale
Dopo un apprendistato come scalpellino, decise di seguire la sua vocazione religiosa ed iniziò gli studi presso il liceo dell'arciabbazia di Santa Ottilia. Conseguito il diploma, entrò nella Congregazione di Sant'Ottilia come novizio prendendo il nome di Theodor ed emettendo i voti l'8 ottobre 1911. Proseguì poi gli studi a Dillingen an der Donau e fu ordinato presbitero il 16 luglio 1915 dal vescovo Maximilian von Lingg. Fu quindi inviato a Berlino per studiare sinologia e lingue asiatiche.
Nell'estate del 1921 fu inviato in missione in Corea. Arrivato a Seul, fu inviato nella Manciuria, nello Jilin, all'epoca sotto la giurisdizione ecclesiastica del vicariato apostolico di Wonsan, per dirigere come primo abate l'abbazia della Santa Croce di Yenki fondata nel 1922 come stazione missionaria e poi chiusa nel 1946.

### Ministero episcopale
Il 19 luglio 1928 papa Pio XI eresse con il breve Ex hac Divi la La prefettura apostolica di Yanji (Yenki) e sei mesi dopo, il 5 febbraio 1929 nominò l'abate Breher primo prefetto apostolico.
Il 13 aprile 1937 sempre papa Pio XI elevò la prefettura a vicariato apostolico con la bolla Ad regni Dei assegnandogli la sede titolare di Geron e nominandolo primo vescovo vicario. Ricevette l'ordinazione episcopale il 5 settembre 1937 per imposizione delle mani del vescovo Auguste Gaspais. L'11 aprile 1946 papa Pio XII con la bolla Quotidie Nos elevò il vicariato a diocesi con il nome di Yanji e nominò monsignor Breher primo vescovo.
Svolse tutto il suo operato durante gli anni della conquista giapponese della Cina e subendo le pressioni sociali e politiche dello stato fantoccio del Manciukuò. La seconda guerra mondiale fu il momento peggiore per la storia della Cina, in quanto il territorio della Manciuria fu il teatro dello scontro tra potenze. Dopo che l'Unione Sovietica invase la Manciuria ponendo fine al dominio nipponico nella regione che venne riannessa alla Cina, il 20 maggio 1946 l'abbazia della Santa Croce di Yenki venne chiusa e confiscata e la missione dismessa. Il vescovo Breher e i monaci benedettini missionari stranieri furono tutti arrestati e spediti nei campi di lavoro forzato.
Con la vittoria dei comunisti di Mao Zedong, il 1º ottobre 1949 venne proclamata la Repubblica Popolare Cinese segnando di fatto la fine della Chiesa in Cina. Ammalatosi nel frattempo di diabete, fu in seguito rilasciato e nel novembre del 1949 poté ritornare in Germania. Fu ricevuto in udienza da papa Pio XII il 12 dicembre seguente, dove però il papa mostrò la sua contrarietà per la scoraggiante situazione in Cina, avendo egli ordinato che tutti i vescovi rimanessero nelle loro sedi e rimproverandolo di essere invece fuggito. Le parole del papa ferirono profondamente il vescovo Breher.
Già fortemente provato e indebolito dalla prigionia subita in Cina, nell'estate del 1950 ebbe un ictus che lo portò ad essere ricoverato in ospedale a Memmingen. 
Morì il 2 novembre 1950 in un incidente stradale a Windach durante il trasporto in ambulanza verso un altro ospedale. Fu sepolto nell'arciabbazia di Santa Ottilia il 7 novembre successivo.

## Genealogia episcopale
La genealogia episcopale è:
- Cardinale Scipione Rebiba
- Cardinale Giulio Antonio Santori
- Cardinale Girolamo Bernerio, O.P.
- Arcivescovo Galeazzo Sanvitale
- Cardinale Ludovico Ludovisi
- Cardinale Luigi Caetani
- Cardinale Ulderico Carpegna
- Cardinale Paluzzo Paluzzi Altieri degli Albertoni
- Papa Benedetto XIII
- Papa Benedetto XIV
- Papa Clemente XIII
- Cardinale Marcantonio Colonna
- Cardinale Giacinto Sigismondo Gerdil, B.
- Cardinale Giulio Maria della Somaglia
- Cardinale Carlo Odescalchi, S.I.
- Vescovo Eugène de Mazenod, O.M.I.
- Cardinale Joseph Hippolyte Guibert, O.M.I.
- Cardinale François-Marie-Benjamin Richard
- Arcivescovo Gustave Mutel, M.E.P.
- Vescovo Auguste Gaspais, M.E.P.
- Vescovo Theodor Breher, O.S.B.